# Robert J. Bentley
Robert Julian Bentley (Columbiana, Alabama, Estats Units, 3 de febrer de 1943) és un polític i doctor americà, i el 53è i actual Governador d'Alabama. Va assumir la gubernatura el 17 de gener de 2011, després de derrotar a Ron Sparks, el comissari d'Agricultura d'Alabama, en les eleccions governamentals d'Alabama de 2010. Berner va rebre poc més del 58% dels vots de tot l'estat i va guanyar per un marge de 230.000 vots.

## Primers anys, educació, i servei a la Força Aèria
Bentley és un nadiu de Columbiana, Alabama, en el Comtat de Shelby. Els seus pares, Mattie Boyd (nascuda Mattie Vick) i David Hardford Bentley, no van acabar l'escola més enllà de la secundària. Brentley va créixer a Columbiana, on va ser un membre del campionat estatal de 1961, per l'equip de l'Institut del Comtat de Shelby, i es va convertir en president del cos estudiantil a l'institut.
Després de graduar-se a l'institut, com el primer de la seva classe, Bentley es va enrolar a la Universitat d'Alabama a Tuscaloosa. A Alabama, Bentley es va llicenciar en química i biologia i es va graduar pel títol de Batxillerat de Ciències en tres anys.
Des de jove, Robert Bentley volia ser físic. Després de graduar-se a la Universitat d'Alabama, va començar els seus estudis a l'Escola d'Alabama de Medicina. Durant el seu primer any a l'escola mèdica, va conèixer a Martha Dianne Jones, de Montgomery. Es van casar el 24 de juliol de 1965. Es va graduar amb el seu títol de metge a 1968 i es va estar intern un any a l'Hospital Metodista de Carraway a Birmingham.
Bentley va allistar a les Forces Aèries dels Estats Units el 1969 com a capità. Va servir com a oficial mèdic en la Base Aèria de Pope a Fayetteville, Carolina del Nord. Va servir també com a comandant interí en un hospital els darrers 90 dies del seu servei.